# Sandro Calabro
Sandro Renato Calabro (L'Aia, 11 aprile 1983) è un procuratore sportivo ed ex calciatore olandese di origine italiana, di ruolo attaccante.

## Carriera
Nato a L'Aia da padre siciliano e madre olandese, cresce nelle giovanili del Feyenoord senza riuscire però ad esordire in prima squadra. Si trasferisce quindi nella squadra della sua città, l'ADO Den Haag, con cui esordisce in Eredivisie, massima divisione nazionale, disputando un buon campionato, andando a segno in 8 occasioni su 17 incontri disputati.
Si trasferisce quindi al più blasonato Utrecht, dove tuttavia non trova la via della rete con la stessa regolarità e nella seconda stagione viene spesso relegato in panchina. A gennaio 2004 passa quindi al Volendam, militante in Eerste Divisie, la seconda divisione nazionale, e a fine stagione nella stessa divisione all'Helmond Sport, con cui ritrova regolarmente la via della rete (24 marcature in 2 annate).
Torna quindi in Eredivisie per disputare il campionato 2007-2008 con il VVV-Venlo, ma non riesce ad imporsi come titolare (soli 13 incontri disputati) e la formazione retrocede in Eerste Divisie. Si riscatta tuttavia l'annata successiva trascinando con 25 reti (capocannoniere del torneo) il VVV all'immediata risalita in massima serie. Inizia bene anche la stagione successiva con 7 reti realizzate nei primi 16 incontri.
Dopo due stagioni in Svizzera nelle file del San Gallo, a inizio 2012 si trasferisce di nuovo in Olanda nelle file dello Sparta Rotterdam in Eerste Divise.

## Palmarès

### Club

#### Competizioni nazionali
- Coppa dei Paesi Bassi: 1

Utrecht: 2003-2004
- Supercoppa dei Paesi Bassi: 1

Utrecht: 2004
- Eerste Divisie: 1

VVV-Venlo: 2008-2009

### Individuale
- Capocannoniere dell'Eerste Divisie: 1

2008-2009 (25 gol)